# 瓊安·葛林柏
瓊安·葛林柏（英語：Joanne Greenberg，1932年9月24日—）是一位美国作家。

## 生平
1932年生於布魯克林，以小說我沒向你許諾給你一個玫瑰園（I Never Promised You a Rose Garden）聞名，本書以筆名汉娜·格林（Hannah Green）發表。小說被改編為1977年的同名電影以及2004年的同名戲劇。